# Ньєбла (Іспанія)
Ньєбла (ісп. Niebla) — муніципалітет в Іспанії, у складі автономної спільноти Андалусія, у провінції Уельва. Населення — 4214 осіб (2010).
Муніципалітет розташований на відстані близько 430 км на південний захід від Мадрида, 27 км на північний схід від Уельви.
На території муніципалітету розташовані такі населені пункти: (дані про населення за 2010 рік)
- Лавап'єс: 44 особи
- Ньєбла: 4152 особи
- Ла-Пеньюела: 18 осіб

## Демографія
Динаміка населення (INE ):

## Галерея зображень

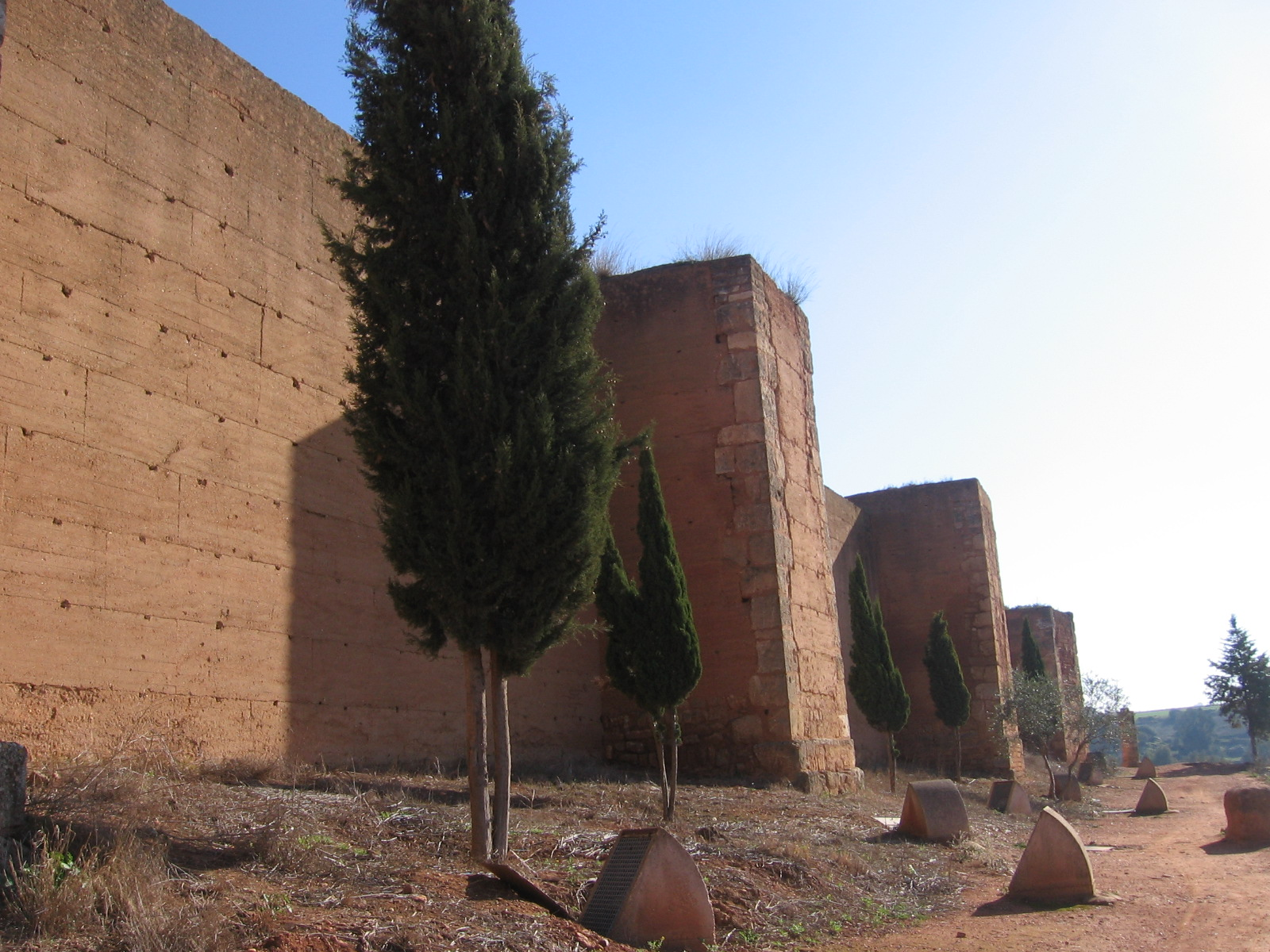
Міський мур
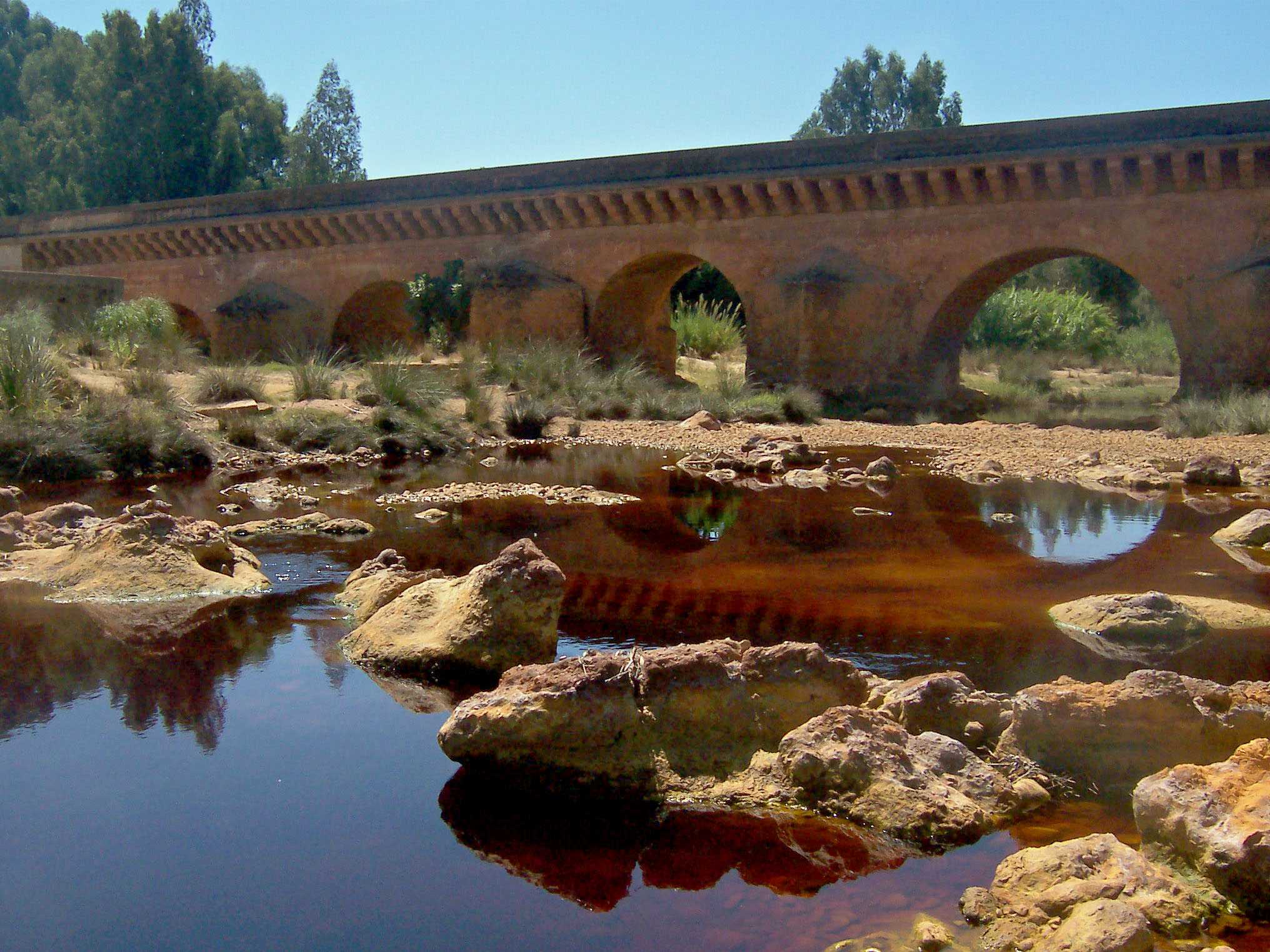
Римський міст через річку Тінто у Ньєблі